# Bhaskara 1
Bhaskara 1 fue un satélite artificial de la ISRO (agencia espacial india) lanzado el 7 de junio de 1979 mediante un cohete Kosmos 3 desde el cosmódromo de Kapustin Yar. Fue el segundo satélite artificial indio tras el Aryabhata, y recibió el nombre por dos matemáticos indios con el mismo nombre, Bhaskara I y Bhaskara II. Reentró en la atmósfera el 17 de febrero de 1989.

## Objetivos
El objetivo de Bhaskara 1 era realizar experimentos relacionados con la observación terrestre: hidrología, silvicultura y geología. También llevaba experimentos tecnológicos para realizar pruebas de ingeniería y de procesamiento de datos, y recogió datos enviados por estaciones terrestre remotas. Realizó investigaciones relacionadas con la astronomía de rayos X.

## Características
El satélite llevaba un sistema de cámara de televisión en dos bandas y un radiómetro de microondas para realizar estudios relacionados con la superficie del mar. Tenía forma de poliedro de 26 caras casi esférico, de 1,66 m de altura y 1,55 m de diámetro.
El satélite fue apagado en marzo de 1981.